# Saint-Chély-d’Apcher (kanton)

A kanton községei

Saint-Chély-d’Apcher kanton Lozère megye északnyugati részén, a Mende-i kerületben fekszik, központja Saint-Chély-d’Apcher.
Területe 161,05 km², 1999-ben 6440 lakosa volt, népsűrűsége 40 fő/km². 7 község tartozik hozzá.
A kanton területének 22,7%-át (36,48 km²) borítja erdő.

## Községek
| Község neve                 | Terület (km²) | Népesség (1999, fő) | Népsűrűség (1999, fő/km²) |
| --------------------------- | ------------- | ------------------- | ------------------------- |
| Albaret-Sainte-Marie        | 15,98         | 452                 | 28                        |
| Les Bessons                 | 23,49         | 361                 | 15                        |
| Blavignac                   | 13,83         | 225                 | 16                        |
| La Fage-Saint-Julien        | 18,06         | 237                 | 13                        |
| Les Monts-Verts             | 29,13         | 335                 | 12                        |
| Rimeize                     | 32,30         | 514                 | 16                        |
| Saint-Chély-d’Apcher        | 28,26         | 4316                | 153                       |
| Saint-Chély-d’Apcher kanton | 161,05        | 6440                | 40                        |

## Népesség
| Év   | Lakosság |
| ---- | -------- |
| 1962 | 7123     |
| 1968 | 7141     |
| 1975 | 6527     |
| 1982 | 6673     |
| 1990 | 6449     |
| 1999 | 6440     |